# ウィルソン・フィリップス
ウィルソン・フィリップス（Wilson Phillips）は、カーニーとウェンディのウィルソン姉妹と、チャイナ・フィリップスによって1990年に結成されたアメリカの女性コーラス・グループ。

## 概要
1990年のデビュー・アルバム『ウィルソン・フィリップス』は全世界で1,000万枚のセールスを記録した。1992年には2枚目のアルバム『光と影のドラマ』をリリースするも、前作ほど大ヒットしなかった。またチャイナのソロ活動などがあり、しばらく自然消滅の状態となっていたが、2004年にはアルバム『カリフォルニア』で数年ぶりの復活を遂げた。
チャイナは1960年代に活躍したフォーク・ロック・グループ、ママス&パパスのジョン・フィリップスとミシェル・フィリップスを両親に、カーニーとウェンディはザ・ビーチ・ボーイズのブライアン・ウィルソンを父に持っており、3人とも二世アーティストである。また、チャイナは映画俳優ウィリアム・ボールドウィンと結婚、三児の母となっている。ウィルソン姉妹も既婚である。

## 主な楽曲
全米ナンバー1曲（アメリカ『ビルボード』誌より）
- 「ホールド・オン」 - "Hold On" (1990年) ※松田聖子が1991年に日本国内市場でリリースしたカバー・アルバム『Eternal』で英語詞のままカバーし、PVの制作も行っている。
- 「リリース・ミー」 - "Release Me" (1990年)
- 「ユーアー・イン・ラヴ」 - "You're In love" (1991年)

その他のヒット曲
- 「インパルシヴ」 - "Impulsive" ※ビルボードの全米シングルチャート第4位、アダルト・コンテンポラリー部門第2位。1990年）（輸入盤と日本盤アルバム中の本曲の内容が異なる
- 「ザ・ドリーム・イズ・スティル・アライヴ」 - "The Dream is Still Alive" ※全米シングルチャート第12位、アダルト・コンテンポラリー部門第4位。1991年

## ディスコグラフィ

### スタジオ・アルバム
- 『ウィルソン・フィリップス』 - Wilson Phillips (1990年、SBK)
- 『光と影のドラマ』 - Shadows and Light (1992年、SBK)
- 『カリフォルニア』 - California (2004年、Columbia)
- Christmas in Harmony (2010年、Sony Masterworks)
- 『デディケイテッド～トリビュート・トゥ・ビーチ・ボーイズ and ママス&パパス～』 - Dedicated (2012年、Sony Masterworks)

### コンピレーション・アルバム
- 『ザ・グレイテスト』 - The Greatest (1998年、EMI-Capitol)
- The Best of Wilson Phillips (1998年、EMI Special Products)
- 『ウィルソン・フィリップス・グレイテスト・ヒッツ』 - Greatest Hits (2000年、Capitol)
- The Dream Is Still Alive (2000年、KRB Music)
- Icon (2013年、Capitol)

### シングル
- 「ホールド・オン」 - "Hold On" (1990年)
- 「リリース・ミー」 - "Release Me" (1990年)
- 「インパルシヴ」 - "Impulsive" (1990年)
- 「ユーアー・イン・ラヴ」 - "You're in Love" (1991年)
- 「ザ・ドリーム・イズ・スティル・アライヴ」 - "The Dream Is Still Alive" (1991年)
- "Daniel" (1991年)
- 「涙にさよなら (ユー・ウォント・シー・ミー・クライ)」 - "You Won't See Me Cry" (1992年)
- 「ギヴ・イット・アップ」 - "Give It Up" (1992年)
- "Flesh and Blood" (1992年)
- "Go Your Own Way" (2004年)
- "Already Gone" (2004年)
- "Get Together" (2004年)
- "Good Vibrations (2012年)
- "Boyfriends" (2022年)

### 映像作品
- 『ウィルソン・フィリップス』 - Wilson Phillips (1991年) ※ファースト・アルバムからのPV集 VHS、LD
- 『光と影のドラマ』 - Shadows And Light: From A Different View (1992年) ※セカンド・アルバムからのPV集 VHS、LD
- Live From Infinity Hall (2012年、Sony Masterworks) ※ライブDVD